# Kanton Ifs
Ifs is een kanton van het Franse departement Calvados. Het kanton maakt in zijn geheel deel uit van het arrondissement Caen.
Het kanton is op 22 maart 2015 samengesteld uit de gemeenten Cormelles-le-Royal en Ifs van het diezelfde dag opgeheven kanton Caen-10, Mondeville van het diezelfde dag eveneens opgeheven kanton Caen-7 en de gemeente Giberville, die werd overgeheveld van het kanton Troarn.

## Gemeenten
Het kanton omvat de volgende gemeenten:
- Cormelles-le-Royal
- Giberville
- Ifs
- Mondeville